# Anders Hansson (sciatore)
Anders Hansson (1950) è un ex sciatore alpino svedese.

## Biografia
Sciatore polivalente, in Coppa del Mondo Hansson esordì il 25 febbraio 1968 a Oslo in slalom speciale (36º) e ottenne il miglior risultato il 17 febbraio 1969 a Kranjska Gora nella medesima specialità (17º); ai Mondiali di Val Gardena 1970, suo debutto iridato, si classificò 9º nella discesa libera e 26º nello slalom gigante. Prese per l'ultima volta il via in Coppa del Mondo il 26 gennaio 1974 a Kitzbühel in discesa libera (46º) e ai successivi Mondiali di Sankt Moritz 1974, suo congedo agonistico internazionale, si piazzò 18º nella discesa libera; l'ultimo risultato agonistico di Hansson fu la medaglia d'oro nella discesa libera ai Campionati svedesi 1976. Non prese parte a rassegne olimpiche.

## Palmarès

### Campionati svedesi
- 5 ori (discesa libera nel 1969; discesa libera nel 1972; slalom gigante nel 1973; discesa libera nel 1975; discesa libera  nel 1976)[1]